# Rådet af Islamiske Domstole
Rådet af Islamiske Domstole er en islamisk bevægelse, der i 2006 forsøgte at overtage kontrollen med Somalia og indføre sharia-lovgivning.
I slutningen af 2006 kontrollerede de størstedelen af Somalia inklusive hovedstaden Mogadishu. Kun den nordlige del af landet og et område i syd, der grænser op til Etiopien, kontrollerede de ikke. I december 2006 tabte bevægelsen en række slag ved Baidoa, Bandiradley og Beledweyne. Den trak sig tilbage til hovedstaden Mogadishu, men måtte også flygte herfra 28. december 2006. Islamisterne efterlod Mogadishu i kaos og flygtede sydpå til Kismayo. 1. januar 2007 tabte de også Kismayo efter et slag ved Jilib. Efter at de i 2007 har tabt stort set hele deres tidligere territorium, spekuleres der nu i, om bevægelsen vil starte en guerillakrig mod regeringen.

## Historie

### Før erobringen af Mogadishu
Efter den somaliske regering opløstes i 1991, blev et system af sharia-baserede domstole landets primære retslige system. Systemet blev betalt af afgifter fra domstolenes brugere. Efterhånden begyndte domstolene at tilbyde andre ydelser, så som uddannelse og sundhedspleje. De fungerede også som lokale politistyrker, betalt af de lokale forretningsdrivende. Med tiden tog de ansvaret for at stoppe røvere og narkohandlere, og stoppede fremvisningen af hvad de betegnede som pornografiske film.
Somalia er næsten helt muslimsk, og domstolene havde til at begynde med bred folkelig støtte. Domstolene så snart mulighederne i at arbejde sammen i en fælles komité for at fremme sikkerheden. Dette træk blev startet af fire af domstolene: Ifka Halan, Circolo, Warshadda og Hararyaale, der samledes i en komité for at koordinere deres forretninger, udveksle kriminelle fra andre klaner og integrere deres sikkerhedsstyrker. I 1999 begyndte gruppen at konsolidere sin autoritet. De islamiske domstoles støtter forenede sig og dannede ICU, en bevæbnet milits. I april samme år tog de kontrollen med det primære marked i Mogadishu, og i juli besatte de vejen fra Mogadishu til Afgoi.

### Efter erobringen af Mogadishu
I 2000 dannede domstolene en ny union, delvis for at konsolidere deres ressourcer og magt, og delvis for at kunne håndhæve beslutninger i alle klaner. Alligevel var den tidligere union ICU stadig stærk rodfæstet i Hawiye klanen.
Efterhånden som domstolene begyndte at se sig selv som udøvere af retfærdighed, kom de i konflikt med de sekulære krigsherrer der kontrollerede det meste af Mogadishu. Som en reaktion mod ICU's voksende magt dannede en gruppe krigsherrer fra Mogadishu Alliancen for Genskabelse af Fred og Anti-Terrorisme (ARPCT). Dette var en stor ændring, da krigsherrerne indtil da havde bekæmpet hinanden i årevis. Det nye navn og gruppen anses for at være et tiltag for at tiltrække midler og støtte fra de vestlige lande, især USA.[kilde mangler] I begyndelsen af 2006 havde krigsherrerne og domstolene haft adskillige sammenstød, og i maj 2006 eskalerede konflikten til regulære kampe i Mogadishu, der kostede mere end 300 mennesker livet. 5. juni 2006 hævdede domstolene at de havde kontrollen over byen.
I USA havde præsident George W. Bushs regering hverken bekræftet eller nægtet at man støttede nogen af siderne, men det blev rapporteret at amerikanske embedsmænd anonymt bekræftede at USA's regering støttede ARPCT økonomisk, fordi man frygtede at ICU var i forbindelse med al-Qaeda og skjulte tre al-Qaeda ledere der havde været involveret i tidligere terroristangreb mod de amerikanske ambassader i Kenya og Tanzania.
6. juni 2006 hævdede domstolene at de kontrollerede alle områder inden for 100 kilometer fra Mogadishu. Det blev rapporteret at krigsherrerne enten var flygtet eller var taget til fange. Hovedparten flygtede til Jowhar, der faldt til domstolene 14. juni. Krigsherrernes flugt gav domstolene kontrollen over en stor del af landets våben, og det blev svært for krigsherrerne at bekæmpe dem uden støtte udefra. Domstolene kontrollerede også et betydeligt område omkring hovedstaden, blandt andet den vigtige by Balad. I midten af august tog ICU's milits havnebyen Hobyo 500 km nord for Mogadishu uden modstand.20. juli organiserede ICU en oprydning af Mogadishus gader. Det var første gang der var en indsamling af skrald i byen siden regeringens kollaps i 1991.
15. juli 2006 genåbnede de islamiske domstole Mogadishus internationale lufthavn, der havde været lukket siden de internationale styrker trak sig fra landet i 1995. Det første fly der var chartret af Den Arabiske Liga fløj fra lufthavnen som det første fly i 11 år, med delegater fra domstolene til den sudanske hovedstad Khartoum.
15. august 2006 indtog ICU Haradhere, 500 km nordøst for Mogadishu. Byen havde været tilflugtssted for pirater, de havde tvunget rederier og internationale organisationer til at betale store løsesummer for frigivelsen af skibe og besætninger.
25. august genåbnede domstolene Mogadishus havn, der tidligere havde været en af de travleste i østafrika, men havde været lukket i 10 år.
5. oktober 2006 erklærede de islamiske oprettelsen af en islamisk sharia højesteret, der afløste alle stamme- og klanbaserede islamiske domstole i hovedstaden.

### Krigen med Etiopien
8. december 2006 hævdede ICU at have været involveret i hårde kampe med krigsherrernes tropper og etiopisk støttede tropper. Slagene foregik til at begynde med i to områder, militærbaserne Daynuunay og Iidale.
ICU udråbte jihad imod Etiopien, og internationale mujahideen frivillige ankom til Somalia.
ICU mistede betydelige landområder ved nederlagene 20. – 26. december i slag ved Baidoa, Bandiradley, Mudug og Beledweyne, og trak sig tilbage til hovedstaden Mogadishu.
Efter afgivelsen af kontrollen med hovedstaden, befæstede ICU området omkring floden Jubba, der omfattede byerne Jilib og Kismayo. Få dage efter, 31. december, angreb etiopiske og somaliske styrker Jilib, og islamisterne opgav Kismayo.
I januar 2007, da ICU flygtede, svor bevægelsens ledere at udkæmpe en guerilla krig imod landets nye styre. De blev forfulgt til Kamboni, hvor de blev angrebet af etiopiske og somaliske styrker. Kenyanske og amerikanske tropper patruljerede grænsen til Kenya og opretholdt en blokade til søs. Amerikanerne foretog luftangreb mod mistænkte al-Qaeda medlemmer i ICU's militser.

## Amerikansk indblanding i krigen
10. januar 2007 rapporterede den somaliske præsidentielle stabschef Abdirizak Hassan at amerikanske luftangreb 8. januar dræbte al-Qaeda medlemmet Fazul Abdullah Mohammed, de to ledere af ICU Abduallahi Moalim Ali (tidligere sikkerhedschef i Mogadishu) og Abdirahman Janaqow. Ligene blev bjærget af etiopisk militær.
Fazul Abdullah Mohammed overlevede ifølge senere amerikanske rapporter luftangrebet.
En talsmand for Somalias forsvarsministerium bekræftede at to helikoptere var involveret i angrebet. Vidner sagde at den amerikanske angreb slog op mod 31 civile ihjel, inklusiv et nygift par.
ICU og islamistiske har påbegyndt en guerillakrig i starten af 2007, der har i slutningen af marts 2007 været kampe i Mogadishu, og en etiopisk helikopter er blevet skudt ned.